# مردی با باران در کفش‌هایش
مردی با باران در کفش‌هایش (به انگلیسی: The Man with Rain in His Shoes) فیلمی محصول سال ۱۹۹۹ و به کارگردانی ماریا ریپول است. در این فیلم بازیگرانی همچون لینا هیدی، داگلاس هنشال، پنه‌لوپه کروز، گوستاوو سالمرون، ازیبیو لازارو، مارک استرانگ، شارلوت کولمن، نیل استوک و الیزابت مک‌گاورن ایفای نقش کرده‌اند.